# Kaplica Zmartwychwstania Pańskiego w Brukseli
Kaplica Zmartwychwstania Pańskiego (w języku francuskim Chapelle de la Résurrection, Chapelle de l'Europe w języku niderlandzkim Verrijzeniskapel) jest kościołem katolickim z powołania ekumenicznego, położonym w samym sercu dzielnicy europejskiej w Brukseli. Budynek pochodzi z XV wieku i pierwotnie znajdował się w centrum miasta. W trakcie rozwoju obszarów miejskich w 1907 roku przeniesiono go do jego obecnej lokalizacji. W 2001 r., po znacznej renowacji, kościół otrzymał swoją obecną nazwę przyjął obecny charakter ekumeniczny.

## Historia
Obecny budynek, który ma starszych prekursorów i został całkowicie odremontowany w 18 wieku, stał pierwotnie na terenie dzisiejszego Dworca Centralnego. W ramach restrukturyzacji centrum miasta kaplica została przeniesiona do obecnej lokalizacji w Vanmaerlantstraat, Etterbeek. W tym miejscu, budynek był częścią klasztoru żeńskiego. W 1989 roku siostry postanowiły sprzedać klasztor międzynarodowemu stowarzyszeniu  utworzonemu na mocy prawa belgijskiego, które zostało założone przez członków instytucji europejskich w celu utrzymania kaplicy, jako miejsca modlitwy i liturgii. Kaplica została całkowicie odnowiona i odrestaurowana w latach 1999-2000 z darowizn i składek Katolickiej Konferencji Episkopatów Europy (COMECE), Konferencji Kościołów Europejskich (CEC), Towarzystwa Jezusowego, King Baudouin Foundation i wielu innych instytucji. W dniu 25 września 2001 r., arcybiskup kardynał Godfried Danneels dokonał oficjalnego otwarcia nowego kościoła. W ceremonii otwarcia kaplicy wziął udział prezydent Republiki Czeskiej  Václav Havel.

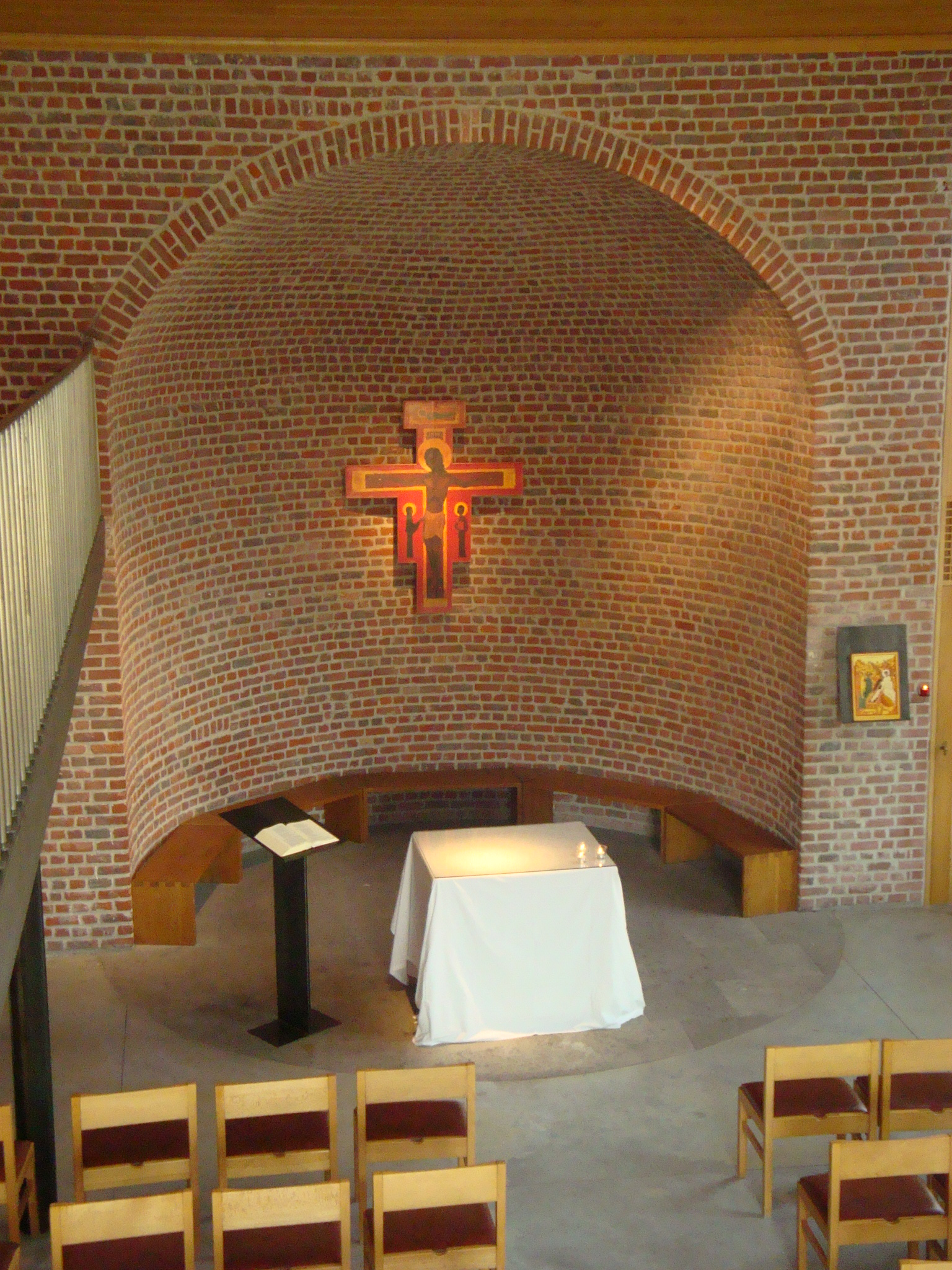
Wnętrze

## Architektura
Podczas gdy neorenesansowa elewacja kaplicy i część zewnętrzna pozostały niezmienione, wnętrza zostały całkowicie odnowione i zaprojektowane przez 'Marionex Architekts' z Brukseli. Dzisiejszy budynek ma cztery kondygnacje: do kaplicy wchodzi się przez parter (foyer), który również wykorzystywany jest jako miejsce spotkań i przestrzeń dla różnego rodzaju wystaw. W piwnicy znajduje się krypta, zarezerwowana do modlitwy i kultu. Pozłacany krzyż jest dziełem belgijskiego rzeźbiarza Philippe'a Denisa. Główna sala Liturgiczna znajduje się na pierwszym piętrze i jest dostępna przez schody wewnętrzne i windy. Ponieważ Kościół utracił pełną oryginalną wysokość, wprowadzono nowe okna zaprojektowane przez wiedeńskiego artystę Thomasa Reinholda. Szyby boczne pokazują motywy Stworzenia, Wcielenia, Płonącego krzewu i Zesłania Ducha Świętego, a w oknie głównej fasady – Zmartwychwstania. Po lewej stronie na galerii znajdują się organy z warsztatu Etienne Debaisieux, będące darem Kościoła Ewangelickiego w Niemczech (EKD). Piętro wyżej w budynku mieści się sala spotkań i pomieszczenia biurowe (niewidoczne z zewnątrz). Przy głównym budynku obecnie mieści się biblioteka i centrum informacji Komisji Europejskiej.

## Podejście duszpasterskie

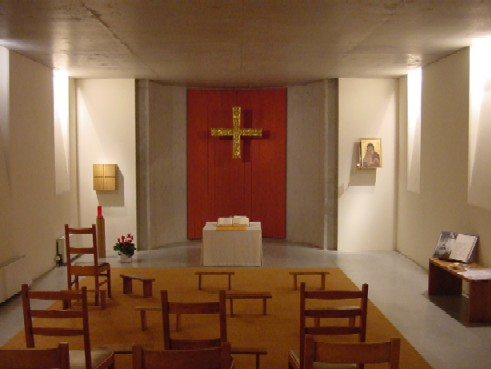
krypta

Kaplica Zmartwychwstania Pańskiego nie jest kościołem parafialnym. Ze względu na swoje szczególne położenie w dzielnicy biznesowej, w pobliżu instytucji europejskich (Rada Unii Europejskiej, Parlament Europejski, Komisja Europejska itp.), służy jako miejsce dyskusji, spotkań i modlitwy związane z tymi miejscami pracy. Oprócz Eucharystii, dwa razy w miesiącu organizowane sa w niedzielne spotkania wieczorne. Kaplica oferuje również szeroki wachlarz wydarzeń liturgicznych, mając na uwadze różnorodność wyznań, języków i narodowości to głównie „europejskiej” opinii publicznej. Kaplica jest prowadzona przez zespół wolontariuszy duszpasterskich, zakonników i świeckich. Oprócz regularnych modlitw porannych (w tygodniu), katolików, luteranów i prawosławnych, usługi modlitewne oferowane są zazwyczaj w porze lunchu, w kilku językach, ale głównie w języku angielskim i francuskim.